# Petrus Regnér
Petrus Regnér, född 16 maj 1698 i Västra Husby socken, Östergötlands län, död 13 maj 1754 i Mjölby socken, Östergötlands län, var en svensk präst i Mjölby socken.

## Biografi
Petrus Regnér föddes 1698 i Västra Husby socken. Han var son till kyrkoherden Johannes Regnerus och Maria Talén. Regnér blev 1720 student vid Lunds universitet och prästvigdes 12 augusti 1724. Han blev 1733 komminister i Sörby socken och 1741 kyrkoherde i Mjölby socken. Regnér avled 1754 i Mjölby socken.
Regnér gifte sig 3 juli 1733 med Greta Catharina Sörling (1708–1790). Hon var dotter till kyrkoherden Jonas Sörling och  Catharina Storck i Hovs socken. De fick tillsammans barnen kyrkoherden Emanuel Regnér (född 1734) i Västra Hargs socken, Christina Regnér (1739–1803) som var gift med kyrkoherden Johannes Falk i Mjölby socken, Zippora Regnér (1742–1789), Maria Catharina Regnér som var gift med kyrkoherden Lars Gabriel Eneroth i Klockrike socken och kommissarien Carl Kindstedt och Ulrika Regnér (född 1745) som var gift med komministern J. Wigius i Västra Husby socken.